# Pia Sandström
Pia Sandström, född 23 september 1969, är en svensk bildkonstnär bosatt och verksam i Stockholm.
Hon är utbildad vid Gerlesborgsskolan, Stockholm (1996-1997), Kunstakademiet, Trondheim (MFA 2000-2001), Bildkonstakademin, Helsingfors (BFA 1997-2001) samt Kungl. Konsthögskolan, Stockholm (MFA 2001-2003).
Pia Sandströms arbeten kretsar kring de lager av realitet, fiktion, vardag och magi som omger oss. Sandström är representerad vid bland annat vid Nya Karolinska Solna (2016), Stockholms Universitetsbibliotek (2007), Botkyrka kommun (2006) och SAK, Sveriges Allmänna Konstförening (2006). Hon har medverkat i flera solo- och grupputställningar, till exempel på Moderna Museet, på Bonniers Konsthall, Botkyrka konsthall, Kiasma i Helsingfors, ARTES i Porto och under Venedigbiennalen för arkitektur 2014.